# Scheibe Bergfalke
Bergfalke var det vanligaste segelflygplanet i Sverige från slutet av 1950-talet till slutet av 1970-talet.
Flygplanet är tvåsitsigt med dubbelkommando i tandemutförande, där eventuell instruktör eller lärare sitter i den bakre sitsen. Vid ensamflygning sitter piloten i den främre sitsen.
Grundmodellen Mü 13E Bergfalke konstruerades av Egon Scheibe 1950. Prototypen provflögs i Innsbruck 1951, samma år som Scheibe grundade sitt företag Scheibe Flugzeugbau i Dachau och inledde en serieproduktion av Mü 13E. Mellan 1952 och 1953 byggdes 170 stycken. Flygplanskroppen är tillverkad i en svetsad stålrörskonstruktion klädd med duk, förutom nospartiet som är tillverkat av glasfiber, medan vingarna är duk-klädda och uppbyggda runt en träbalk med spryglar.
År 1955 ökades flygplanets längd och spännvidden minskades, varvid modellbeteckningen ändrades till Bergfalke II/55. Cirka 300 exemplar byggdes. Av dessa köpte KSAK 3 stycken 1955 och ytterligare 10 stycken under 1956 för placering på Ålleberg, där de användes i segelflygutbildning. I slutet av 1950-talet konstruerades flygplanet om på nytt med ny form på huven och 12 cm kortare kropp. Denna version fick benämningen Bergfalke III. I mitten på 1960-talet ändrades konstruktionen totalt och den nya varianten Bergfalke IV är mer att betrakta som ett nytt flygplan trots likheterna med de tidigare Bergfalkarna.
Flygplanet har huvudsakligen använts vid flygskolning och passagerarflygning. Under 1950- och 1960-talen var det standardflygplan i de svenska segelflygklubbarna, till stor del genom att klubbarna fick ekonomiskt stöd av staten via ÖB och genom att delar av flygplanet kunde tillverkas på licens vid KSAK:s verkstad på Ålleberg. Flygplanstypen är inte godkänd för avancerad flygning. Trots detta har några piloter utfört en looping utan att det resulterat i något haveri. Flygplanet är konstruerat för att tåla en G-belastning på +5,3G till -2,65G. Dess prestanda, med ett bästa glidtal på 28:1 vid 70 km/h och minsta sjunktal 0,65 m/s vid 65 km/h, får räknas som mycket bra för ett tvåsitsigt flygplan från 1950-talet. När flygplanstypen under 1980-talet började bytas ut mot modernare typer i flygklubbarna, byggdes några exemplar om till motorsegelflygplan. 